# Алі Фаєз
Алі Фаєз Атія (араб. علي فائز عطية, нар. 9 березня 1993) — іракський футболіст, захисник клубу «Аль-Харітіят» та національної збірної Іраку.

## Клубна кар'єра
Починав грати у футбол на дорослому рівні в багдадських клубах «Аль-Сінаа» і «Аль-Карх». У 2013 році за 40 мільйонів іракських динарів перейшов в «Ербіль» і в його складі у сезоні 2013/14 став віце-чемпіоном Іраку і фіналістом Кубка АФК. У 2015 році повернувся в Багдад і виступав за клуб «Аш-Шорта».
Влітку 2016 року перейшов в турецький клуб «Чайкур Різеспор» разом з двома товаришами по збірній Іраку Алі Аднаном і Дургамом Ісмаїлом. Втім у сезоні 2016/17 іракець не зміг стати основним гравцем клубу, а команда зайняла 16-те місце та покинула Суперлігу. Після цього Фаєз на правах оренди повернувся в «Аш-Шорту», а потім також на правах оренди грав за катарський «Аль-Харітіят». Станом на 9 січня 2019 року відіграв за катарську команду 15 матчів в національному чемпіонаті.

## Виступи за збірні
Виступав за збірні Іраку різних вікових категорій. В 2012 році став срібним призером юнацького (U-19) чемпіонату Азії. В 2013 році в складі молодіжної (U-20) збірної країни брав участь у молодіжному чемпіонаті світу, де взяв участь у шести матчах і забив два голи, обидва з пенальті, а збірна Іраку стала півфіналістом турніру. У тому ж 2013 році в складі олімпійської збірної став переможцем молодіжного (U-23) чемпіонату Азії, а в 2016 році на аналогічному турнірі став бронзовим призером.
У складі національної збірної Іраку дебютував 14 серпня 2013 року в товариському матчі проти збірної Чилі, вийшовши на поле в стартовому складі і відіграв всі 90 хвилин, а його команда програла 0:6. Дебютувавши під керівництвом сербського фахівця Владимира Петровича у віці 18 років, 11 місяців і 5 днів, Алі став одним з наймолодших гравців, зо дебютували за збірну Іраку.
У 2015 році входив до складу збірної на Кубку Азії в Австралії, але на поле не виходив. Брав участь в матчах чемпіонату Західної Азії і Кубку націй Перської затоки. Саме в матчі Кубка націй Перської затоки, 26 грудня 2017 року, Фаєз забив свій перший гол за збірну в грі проти Катару. А вже через три дні у наступній грі турніру проти Ємену (3:0) захисник забив свій другий гол, реалізувавши пенальті.
У грудні 2018 року був включений в заявку на Кубок Азії 2019 року в ОАЕ. 8 січня в першому матчі групового етапу проти збірної В'єтнаму на 24 хвилині гри зрізав м'яч у власні ворота. Незважаючи на це, в результаті іракці здобули перемогу 3:2.
| Дата       | Місто    | Господарі | Результат | Гості   | Турнір                     | Голи | Примітки |
| ---------- | -------- | --------- | --------- | ------- | -------------------------- | ---- | -------- |
| 08-01-2019 | Абу-Дабі | Ірак      | 3 – 2     | В'єтнам | Кубок Азії 2019 - 1-й етап | -    |          |
| Усього     |          | Матчів    | 1         |         | Голів                      | 0    |          |

## Титули і досягнення
- Чемпіон Іраку: 2021–22
- Володар Суперкубка Іраку: 2019

Збірні
- Чемпіон Азії (U-23): 2013